# Heteranthoecia
Heteranthoecia Stapf é um género botânico pertencente à família Poaceae.